# Spoorlijn Saint-Lô - Guilberville
De spoorlijn Saint-Lô - Guilberville was een Franse spoorlijn van Saint-Lô naar Guilberville. De lijn was 24,7 km lang en heeft als lijnnummer 414 000.

## Geschiedenis
De lijn werd geopend door de Compagnie des chemins de fer de l'Ouest op 3 april 1892. Personenvervoer werd opgeheven op 17 oktober 1938. Goederenvervoer tussen Torigni-sur-Vire en Guilberville was er tot 1942, tussen Condé-sur-Vire en Torigni-sur-Vire tot 24 september 1989 en tussen Saint-Lô en Condé-sur-Vire tot 19 april 1991.

## Aansluitingen
In de volgende plaatsen is of was er een aansluiting op de volgende spoorlijnen:
Saint-Lô
RFN 415 000, spoorlijn tussen Lison en Lamballe
Guilberville
RFN 413 000, spoorlijn tussen Caen en Vire

## Galerij

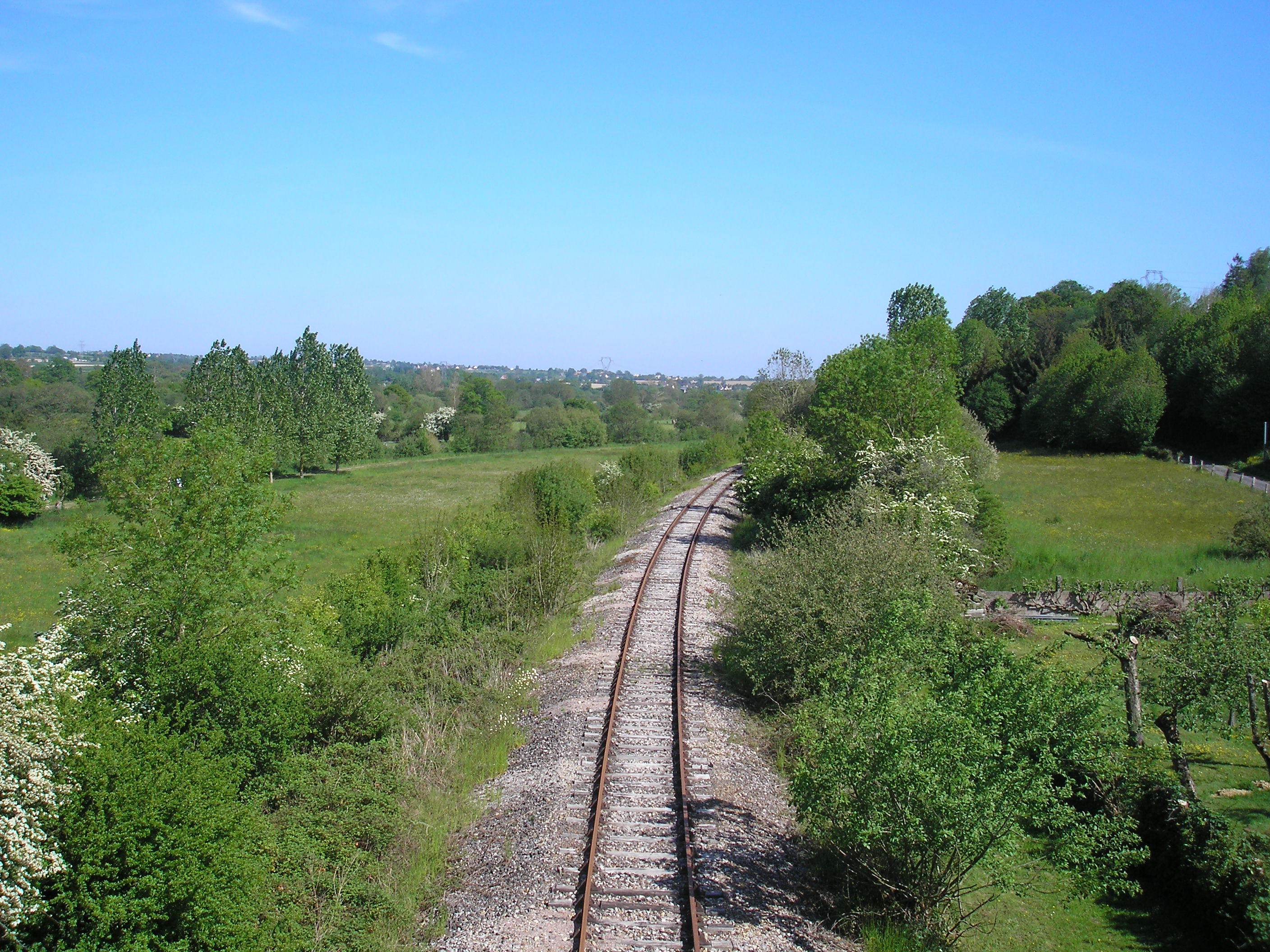
De lijn  in Gourfaleur in 2010